# Les Égouts du paradis
Pour plus de détails, voir Fiche technique et Distribution.
Les Égouts du paradis est un film français de José Giovanni sorti en salles en 1979. Il s'agit de l'adaptation du roman éponyme d'Albert Spaggiari, auteur du « casse du siècle ».

## Synopsis
Ce film, tiré d'une histoire vraie, raconte l'histoire du « casse du siècle » — celui du casse de la Société générale de Nice en passant par un collecteur d´égouts — commis par Albert Spaggiari, en 1976.

## Fiche technique
- Titre : Les Égouts du paradis
- Réalisation : José Giovanni
- Scénario : José Giovanni, d'après le livre éponyme d'Albert Spaggiari
- Dialogues : Michel Audiard
- Assistans-réalisateurs : Jean Couturier, Jean-Patrick Costantini
- Directeur de la photographie : Walter Bal
- Décors : Georges Petitot
- Son : Jean-François Auger
- Montage : Jacqueline Thiédot, Marie-Thérèse Boiche
- Directeur de production : Walter Spohr
- Musique originale : Jean-Pierre Doering
- Scripte : Lucile Costa
- Cadreurs : Claude Becognée, Pascal Gennesseaux
- Assistants caméra : Pascal Marti, Georges Thiaville
- Régie Générale : Clo d'Olban
- Secrétaires de production : Germaine Torta, Jacqueline Dormal
- Assistant son : Jacques Berger
- Assistantes monteuses : Anne Boissel, Juliette Fontanier, Marie-Rose Cecchi
- Accessoiriste meuble : Guerin Spapperi
- Producteurs exécutifs : Jean-Pierre Rawson et Anne-Marie Toursky
- Société de distribution : Compagnie française de distribution cinématographique
- Genre : Policier, Drame
- Pays de production :  France
- Durée : 115 minutes
- Année de tournage : 1978
- Date de sortie en salles : 14 mars 1979 (France)

## Distribution
- Francis Huster : Albert Spaggiari
- Jean-François Balmer : 68
- Lila Kedrova : Charlotte
- Bérangère Bonvoisin : Mireille
- Gabriel Briand : Mike, la Baraka
- Clément Harari : l'Égyptien
- Michel Subor : Biki le Targui
- Mustapha Dali : Nazareth
- Jean Franval : Le vieux Joseph
- Michel Peyrelon : Pierre
- André Pousse : Le chauve (Machin)
- Jacques Richard : Bouche d'or
- Serge Valletti : Le danseur
- Jacques Strocchio : Un prince du chalumeau
- Alain Caraglio : Un prince du chalumeau
- Jean Luisi : Un inspecteur
- Bernard Spiegel : Le juge
- Pierre Rousseau, Jean Vinci, Jean-Pierre Lorrain: Les commissaires
- Jacques Francel : un gardien de prison
- Jean Marsiglia : Monsieur langlois, un employé de banque.